# Santiago Buitrago
Santiago Buitrago Sánchez (født 26. september 1999 i Bogotá) er en cykelrytter fra Colombia, der er på kontrakt hos Bahrain Victorious.